# Vodafonedeildin (2009)
Od 3 kwietnia 2009 odbywała się 67. edycja Vodafonedeildin – pierwszej ligi Wysp Owczych. Brało w niej udział dziesięć klubów z całego archipelagu, a całość trwała do 3 października 2009. Tytułu mistrzowskiego bronił klub z miejscowości Eiði i Streymnes EB/Streymur, który utracił po 26. kolejce tego sezonu, kiedy na pozycji niekwestionowanego lidera znalazł się HB Tórshavn.

## Przebieg
Nim turniej się rozpoczął podjęta została decyzja po zmianie sponsora pierwszej ligi, w związku z tym zmieniono nazwę z Formuladeildin na Vodafonedeildin. Vodafone, podobnie, jak w wielu miejscach na świecie, jest operatorem telefonii komórkowej, natomiast słowo deildin oznacza po farersku liga.
Meczem otwierającym rozgrywki było spotkanie klubów Víkingur Gøta z ÍF Fuglafjørður, na stadionie pierwszego z nich, 3 kwietnia 2009 roku. Gospodarze odnieśli zwycięstwo 2-0.
Najlepsza drużyna turnieju awansuje do eliminacji Ligi Mistrzów UEFA 2010/2011, natomiast dwie kolejne do eliminacji Ligi Europy UEFA 2010/11.
27 września, po wygranej 4:2 z KÍ Klaksvík, HB Tórshavn został mistrzem Wysp Owczych. Kluby KÍ Klaksvík oraz 07 Vestur, które zajęły dwa ostatnie miejsca w tabeli, w przyszłym sezonie wystąpią w niższej lidze.

### Zespoły
W rozgrywkach brało udział 10 drużyn. Na miejscu dwóch zespołów, które odpadły w poprzednim sezonie – B71 Sandoy oraz Skála ÍF, weszły najlepsze kluby z 1. deild – AB Argir i 07 Vestur.
|    | Zespoły występujące w Formuladeildin 2008 | Zespoły występujące w Formuladeildin 2008 | Zespoły występujące w Formuladeildin 2008 | Zespoły występujące w Formuladeildin 2008 | Zespoły występujące w Formuladeildin 2008 |
|    | Klub                                      | Miasto                                    | Stadion                                   | Pojemność                                 | Trener                                    |
| -- | ----------------------------------------- | ----------------------------------------- | ----------------------------------------- | ----------------------------------------- | ----------------------------------------- |
| 1  | B36 Tórshavn                              | Tórshavn                                  | Gundadalur                                | 5 000                                     | Milan Cimburović                          |
| 2  | B68 Toftir                                | Toftir                                    | Svangaskarð                               | 7 000                                     | Bill McLeod Jacobsen                      |
| 3  | EB/Streymur                               | Eiði/Streymnes                            | Við Margáir                               | 1 000                                     | Heðin Askham                              |
| 4  | HB Tórshavn                               | Tórshavn                                  | Gundadalur                                | 5 000                                     | Sámal Erik Hentze                         |
| 5  | ÍF Fuglafjørður                           | Fuglafjørður                              | Fløtugerði                                | 3 000                                     | Jón Simonsen                              |
| 6  | KÍ Klaksvík                               | Klaksvík                                  | Injector Arena                            | 3 000                                     | Aleksandar Djordjević Jákup Mikkelsen     |
| 7  | NSÍ Runavík                               | Runavík                                   | Við Løkin                                 | 2 000                                     | Pauli Poulsen                             |
| 8  | Víkingur Gøta                             | Gøta/Leirvík                              | Serpugerði                                | 2 000                                     | Anton Skorðadal                           |
|    | Zespoły, które awansowały z 1. deild 2008 |                                           |                                           |                                           |                                           |
| 9  | 07 Vestur                                 | Sørvágur/Sandavágur                       | Sørvágur stadium                          | 2 000                                     | Piotr Krakowski                           |
| 10 | AB Argir                                  | Argir                                     | Vika Stadium                              | 2 000                                     | Allan Mørkøre                             |

| B36 HB B68 NSÍ EB/Str GÍ ÍF KÍ AB Vestur |

### Tabela ligowa
| Lp. | Drużyna         | M  | Z  | R | P  | Bramki | Bramki | Różn. | Pkt | Uwagi                                        |
| --- | --------------- | -- | -- | - | -- | ------ | ------ | ----- | --- | -------------------------------------------- |
| 1   | HB Tórshavn (M) | 27 | 16 | 7 | 4  | 59     | 37     | +22   | 55  | Liga Mistrzów UEFA • II runda kwalifikacyjna |
| 2   | EB/Streymur     | 27 | 15 | 5 | 7  | 56     | 34     | +22   | 50  | Liga Europy UEFA • I runda kwalifikacyjna    |
| 3   | Víkingur Gøta   | 27 | 14 | 5 | 8  | 51     | 36     | +15   | 47  | Liga Europy UEFA • II runda kwalifikacyjna1  |
| 4   | NSÍ Runavík     | 27 | 13 | 5 | 9  | 56     | 46     | +10   | 44  | Liga Europy UEFA • I runda kwalifikacyjna    |
| 5   | B68 Toftir      | 27 | 12 | 7 | 8  | 48     | 41     | +7    | 43  |                                              |
| 6   | AB Argir        | 27 | 9  | 7 | 11 | 29     | 35     | −6    | 34  |                                              |
| 7   | ÍF Fuglafjørður | 27 | 8  | 6 | 13 | 45     | 48     | −3    | 30  |                                              |
| 8   | B36 Tórshavn    | 27 | 7  | 7 | 13 | 37     | 53     | −16   | 28  |                                              |
| 9   | KÍ Klaksvík (S) | 27 | 6  | 6 | 15 | 30     | 57     | −27   | 24  | Spadek do 1. deild                           |
| 10  | 07 Vestur (S)   | 27 | 4  | 7 | 16 | 39     | 63     | −24   | 19  | Spadek do 1. deild                           |

### Wyniki
Na Wyspach Owczych dziesięć drużyn rozgrywa po dwadzieścia siedem spotkań. Pierwszych osiemnaście występuje normalnie, każdy zespół gra z pozostałymi po dwa mecze - jeden na własnym stadionie, a drugi na wyjeździe. Trzeci mecz jest dodatkowy, każda drużyna dostaje od czterech, do pięciu meczów, które rozgrywa na własnym stadionie, pozostałe zaś odbywają się na wyjazdach.
Zwykłe mecze:
| Gospodarz \ Gość | 07V | AB  | B36 | B68 | EBS | HB  | ÍF  | KÍ  | NSÍ | VÍK |
| 07 Vestur        |     | 0:0 | 4:2 | 1:0 | 3:5 | 2:3 | 1:1 | 1:3 | 1:4 | 0:0 |
| AB Argir         | 2:2 |     | 3:1 | 0:3 | 1:1 | 0:0 | 2:0 | 0:2 | 3:1 | 0:1 |
| B36 Tórshavn     | 2:1 | 3:2 |     | 0:2 | 1:3 | 2:2 | 0:0 | 1:0 | 2:3 | 1:3 |
| B68 Toftir       | 2:1 | 1:0 | 3:0 |     | 3:2 | 3:3 | 2:1 | 2:0 | 2:2 | 2:2 |
| EB/Streymur      | 2:1 | 0:3 | 0:0 | 3:0 |     | 2:3 | 2:2 | 7:0 | 3:4 | 1:0 |
| HB Tórshavn      | 4:3 | 4:0 | 2:2 | 3:1 | 1:0 |     | 0:0 | 4:2 | 5:2 | 2:1 |
| ÍF Fuglafjørður  | 3:0 | 3:0 | 1:2 | 3:2 | 3:1 | 1:3 |     | 1:0 | 1:2 | 1:2 |
| KÍ Klaksvík      | 2:2 | 0:1 | 2:2 | 2:3 | 0:0 | 0:2 | 3:2 |     | 0:2 | 2:2 |
| NSÍ Runavík      | 5:1 | 0:1 | 3:0 | 2:2 | 1:2 | 2:1 | 4:1 | 1:1 |     | 1:2 |
| Víkingur Gøta    | 6:2 | 1:0 | 3:1 | 3:3 | 0:2 | 2:3 | 2:0 | 4:1 | 1:0 |     |

Aktualne na 17 września 2009. Źródło: Strona oficjalna FSF
Objaśnienia:
1Drużyna gospodarzy jest wymieniona po lewej stronie tabeli.
Kolory: zielony – zwycięstwo gospodarzy, żółty – remis, różowy – zwycięstwo gości.
Dodatkowe mecze:
| Gospodarz \ Gość | 07V | AB  | B36 | B68 | EBS | HB  | ÍF  | KÍ  | NSÍ | VÍK |
| 07 Vestur        |     |     | 2:0 |     |     | 2:3 | 2:2 |     | 2:2 |     |
| AB Argir         | 2:1 |     |     |     | 0:3 |     | 4:2 |     |     | 0:1 |
| B36 Tórshavn     |     | 0:2 |     | 1:1 |     | 1:0 |     | 2:0 | 5:2 |     |
| B68 Toftir       | 3:0 | 0:0 |     |     |     |     | 5:2 | 0:1 |     |     |
| EB/Streymur      | 1:0 |     | 4:1 | 4:0 |     |     | 3:2 |     | 2:2 |     |
| HB Tórshavn      |     | 1:1 |     | 3:1 | 0:1 |     |     | 4:2 |     | 1:1 |
| ÍF Fuglafjørður  |     |     | 1:1 |     |     | 3:0 |     | 5:0 | 1:3 |     |
| KÍ Klaksvík      | 2:1 | 1:1 |     |     | 0:2 |     |     |     |     | 2:0 |
| NSÍ Runavík      |     | 3:1 |     | 0:1 |     | 0:2 |     | 3:2 |     | 2:1 |
| Víkingur Gøta    | 2:3 |     | 4:3 | 2:0 | 3:0 |     | 2:3 |     |     |     |

Źródło: Strona oficjalna FF
Objaśnienia:
1Drużyna gospodarzy jest wymieniona po lewej stronie tabeli.
Kolory: zielony – zwycięstwo gospodarzy, żółty – remis, różowy – zwycięstwo gości.
Lider kolejka po kolejce

### Strzelcy
Po dziewiętnastej kolejce na prowadzeniu w tabeli strzelców znalazł się Farerczyk, grający w roli pomocnika, zawodnik Víkingur Gøta, Finnur Justinussen z dorobkiem czternastu bramek. Utrzymał on tę pozycję do końca, strzelając dodatkowo jeszcze pięć goli.
| Miejsce | Kraj        | Zawodnik                 | Klub            | Bramki |
| ------- | ----------- | ------------------------ | --------------- | ------ |
| 1       | Wyspy Owcze | Finnur Justinussen       | Víkingur Gøta   | 19     |
| 2       | Wyspy Owcze | Arnbjørn Hansen          | NSÍ Runavík     | 17     |
| 3       | Senegal     | Ahmed Keita              | B68 Toftir      | 15     |
| 4       | Wyspy Owcze | Andrew av Fløtum         | HB Tórshavn     | 14     |
| 4       | Węgry       | Károly Potemkin          | NSÍ Runavík     | 14     |
| 6       | Wyspy Owcze | Hjalgrím Elttør          | KÍ Klaksvík     | 11     |
| 6       | Wyspy Owcze | Bogi Løkin               | NSÍ Runavík     | 11     |
| 6       | Wyspy Owcze | Jens Erik Rasmussen      | 07 Vestur       | 11     |
| 9       | Wyspy Owcze | Fróði Benjaminsen        | HB Tórshavn     | 10     |
| 10      | Wyspy Owcze | Andy Olsen               | ÍF Fuglafjørður | 9      |
| 10      | Wyspy Owcze | Rógvi Poulsen            | HB Tórshavn     | 9      |
| 12      | Serbia      | Milan Kuljić             | HB Tórshavn     | 8      |
| 13      | Wyspy Owcze | Tór Ingar Akselsen       | 07 Vestur       | 7      |
| 13      | Rumunia     | Sorin Anghel             | EB/Streymur     | 7      |
| 13      | Wyspy Owcze | Christian Høgni Jacobsen | NSÍ Runavík     | 7      |
| 13      | Wyspy Owcze | Rógvi Jacobsen           | ÍF Fuglafjørður | 7      |
| 13      | Wyspy Owcze | Bjarni Jørgensen         | HB Tórshavn     | 7      |
| 13      | Senegal     | Brima Koroma             | B36 Tórshavn    | 7      |
| 13      | Wyspy Owcze | Andreas Lava Olsen       | Víkingur Gøta   | 7      |
|         |             | ...                      |                 |        |

## Sędziowie
Następujący arbitrzy sędziowali poszczególne mecze Vodafonedeildin 2009:
| Nr. | Sędzia            | Mecze |
| --- | ----------------- | ----- |
| 1.  | Petur Reinert     | 20    |
| 2.  | Páll Áugustinisen | 8     |
| 3.  | Dagfinn Olsen     | 21    |
| 4.  | Rúni Gaardbo      | 13    |
| 6.  | Lars Müller       | 16    |
| 7.  | Ransin Djúrhuus   | 19    |
| 8.  | Eiler Rasmussen   | 18    |
| 26. | Bárður Mortensen  | 6     |
| ?   | Georg Rasmussen   | 12    |
|     | Michael Tykgaard  | 1     |
|     | Tony Pohjoimäki   | 1     |

## Statystyki i varia
- Podczas 27 kolejek Vodafonedeildin 2009 (135 meczów) piłkarze zdobyli 450 bramek (średnio: 16,67/kolejkę, 3,33/mecz).
  - W tym 8 samobójczych (ok. 1,8% wszystkich strzelonych).
  - Zawodnicy spoza Wysp Owczych zdobyli 71 bramek (22% ogółu)[7].

- Najwięcej goli padło w meczach drużyny 07 Vestur – 102 (średnio: ok. 3,8/mecz).
- Najmniej goli padło w meczach drużyny AB Argir – 64 (średnio: ok. 2,4/mecz).
- Kolejką z największą liczbą bramek była kolejka 26., kiedy padło 25 bramek (średnio: ok. 5/mecz).
- Kolejką z najmniejszą liczbą bramek była kolejka 20. (rozegrana 19 sierpnia), kiedy strzelono 9 goli (1,8/mecz).
- Pierwszego gola rozgrywek zdobył w siódmej minucie spotkania zawodnik Víkingura Gøta, Magnus Skoralíð, 3 kwietnia 2009 wyprowadzając swój zespół na prowadzenie w meczu pierwszej kolejki przeciwko ÍF Fuglafjørður.
- Autorami najszybciej zdobytych goli w rozgrywkach są: Dánjal á Lakjuni z ÍF Fuglafjørður (15. kolejka, 19 lipca, mecz przeciwko 07 Vestur) oraz Ahmed Keita z B68 Toftir (17. kolejka, 2 sierpnia, mecz przeciwko B36 Tórshavn), którzy zdobyli swoje gole przed upłynięciem pierwszej minuty spotkania.
- Pierwszy gol samobójczy padł w meczu 5. kolejki, 3 maja 2009, podczas derbów Tórshavn. Autorem tej bramki jest zawodnik B36 Tórshavn Fróði Clementsen (24. minuta).
- Najwięcej goli samobójczych strzelili gracze B36 Tórshavn (4). Prócz nich bramki te zdobywali zawodnicy: 07 Vestur, AB Argir, HB Tórshavn oraz Víkingur Gøta.
- Pierwszego hat-tricka sezonu zdobył gracz NSÍ Runavík, Károly Potemkin w meczu 4. kolejki, 26 kwietnia 2009, przeciwko EB/Streymur.
- Nikt do tej pory nie zdobył klasycznego hat-tricka.
- Największa liczba goli (8) padła w dwóch spotkaniach: 3. kolejki, 17 kwietnia 2009 w meczu Víkingur Gøta-07 Vestur (6:2) oraz 10. kolejki, 1 czerwca 2009 w meczu 07 Vestur-EB/Streymur (3:5).
- Najmniejsza liczba goli (0) padła jak dotąd w ośmiu spotkaniach (ok. 6,9% wszystkich meczów).
- Mecz, który zakończył się największa różnicą bramek to spotkanie 17. kolejki, rozegrane 2 sierpnia 2009, kiedy EB/Streymur pokonał KÍ Klaksvík 7:0. Było to też najwyższe zwycięstwo w meczu na własnym boisku.
- Najwyższymi zwycięstwami na wyjazdach spotkania:
  - 2. kolejki (13 kwietnia 2009), 07 Vestur-NSÍ Runavík (1-4),
  - 11. kolejki (13 czerwca 2009), AB Argir-B68 Toftir (0-3),
  - 16. kolejki (5 sierpnia 2009), EB/Streymur-AB Argir (0-3) i
  - 25. kolejki (20 września 2009), AB Argir-EB/Streymur (0-3).
- Pierwszy gol z rzutu karnego został zdobyty w 79. minucie meczu 1. kolejki, rozegranego 3 kwietnia 2009. Zdobywcą owej bramki był zawodnik HB Tórshavn Andrew av Fløtum.
- Pierwsza czerwoną kartkę ujrzał zawodnik EB/Streymur, Gudmund Nielsen w 40. minucie meczu 2. kolejki, rozegranego 13 kwietnia 2009.